# Абу Саїд-хан
Абу Саїд-хан (*1472 — 1533) — 4-й хан Держави Шейбанідів в 1531—1533 роках.

## Життєпис
Старший син Кучкунджі-хана. Народився 1472 року. Брав у 1490-х роках участь в підкоренні Мавераннахру. 1512 року очолив допоміжні сили, що брали участь у Гіждуванській битві проти персів, що завершилася перемогою Шейбанідів. У 1516—1517 роках брав участь у кампаніях проти Казахського ханства.
1524 році брав участь у поході родича Убайдулли до Хорасану.1525 року відзначився під час підкорення Балхута навколишніх земель. 1528 року разом з батьком брав участь у поході на Герат, а 25 вересня того ж року в битві біля Джаму (неподалік Герату), де шейбанідське військо зазнало поразки від персів.
1531 року після смерті батька став новим верховним ханом держави Шейбанідів. Продовжив політику батька щодо дотримування миру з Імперією Великих Моголів та ненадання допомоги Убайдуллі у війні проти Персії.
Продовжив зведення медресе з південного боку площі Регістан, що доповнило ансамбль епохи Улугбека і від якого тепер збереглася лише усипальниця Шейбанідов, відома під назвою «Чиль Духтарон». Помер 1533 року. Трон отримав Убайдалла.